# 25.º Batalhão de Caçadores
O 25º Batalhão de Caçadores (25º B C), conhecido como  Batalhão Alferes Leonardo de Carvalho Castelo Branco, é uma unidade do Exército Brasileiro localizada no município de Teresina, no estado do Piauí. É subordinada diretamente a 10ª Região Militar, em Fortaleza. Sua denominação histórica é uma referência a Leonardo de Carvalho Castelo Branco, alferes que conduziu as tropas brasileiras contra a resistência portuguesa na época da Independência do Brasil.

## Histórico

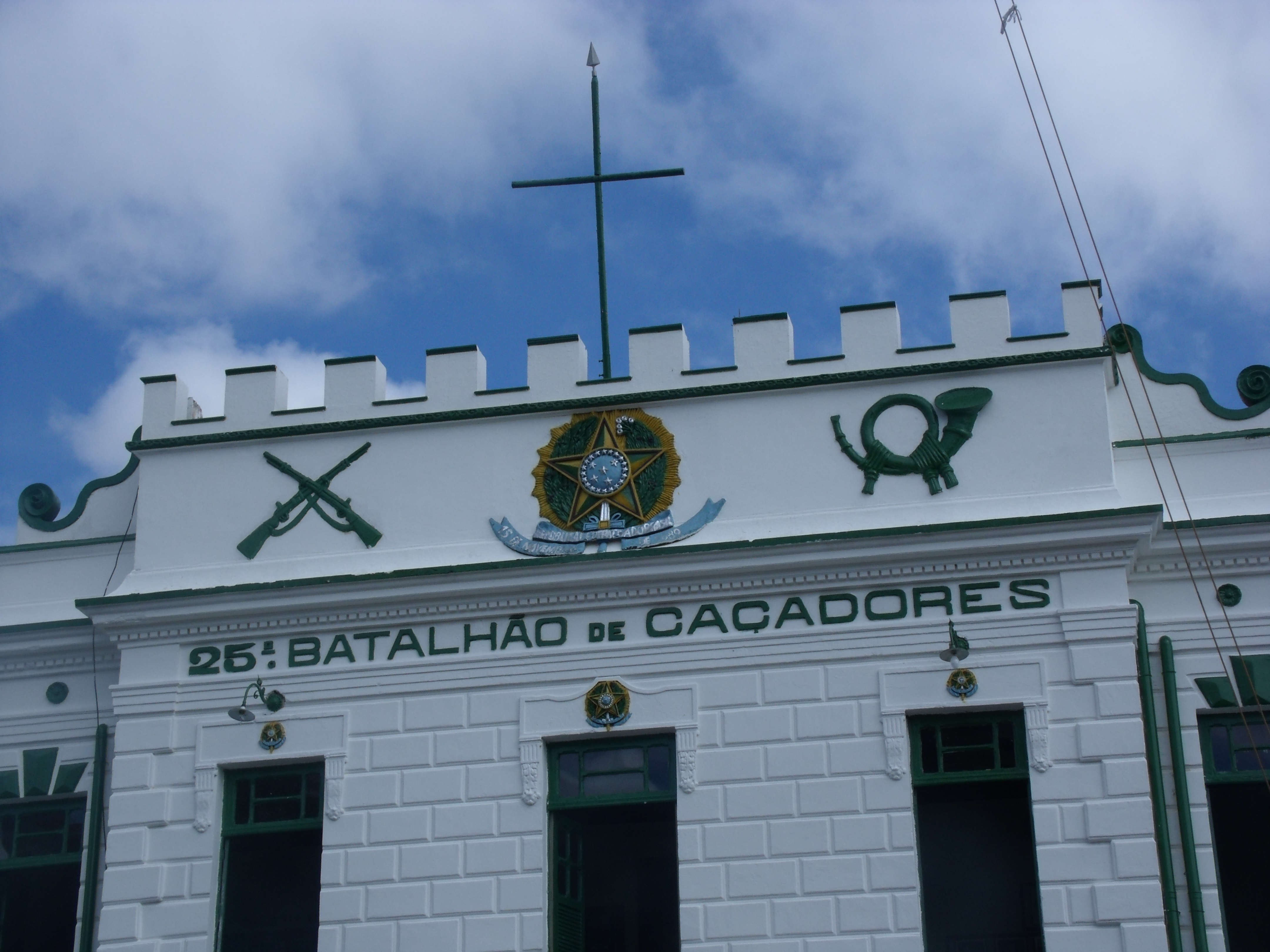
O Brasão de Armas do Brasil ornamentando e compondo a arquitetura da frontaria do palacete

Desde 1916 o ministro da Guerra defendia a expansão do até então diminuto efetivo do Exército no Piauí. Consequentemente, em 1918 é criado em Teresina o 44º Batalhão de Caçadores (BC) a partir de um núcleo do 48º BC, de São Luís. Ele passou à atual denominação em 1919, e ao atual aquartelamento em 1925. Nos anos 30, já era parte integral da vida social em Teresina.
Combateu a Coluna Prestes em sua passagem pelo Piauí. Localizado perto do Palácio Karnak, sede do governo estadual, na Revolução de 1930 participou da deposição do governador João de Deus Pires Leal. No ano seguinte, houve uma tentativa de golpe liderada pelo cabo Amador. Na Revolução Constitucionalista de 1932, contribuiu companhias ao Exército do Leste, a força legalista no vale do Paraíba. O batalhão combateu a Intentona Comunista e o Levante integralista, fatos marcantes da história brasileira. Vários de seus militares compuseram a Força Expedicionária Brasileira. Pela Portaria n.º 525 de 11 de julho de 2005, é concedido ao batalhão o estandarte histórico e a denominação histórica que homenageia o militar Leonardo de Carvalho Castelo Branco, herói que conduziu as tropas brasileiras no Piauí contra a resistência portuguesa, na ocasião da Independência do Brasil, em 1823, na hoje cidade de Piracuruca, durante a Batalha do Jenipapo.

## Emprego
O 25.º BC é uma Organização Militar do tipo II, que possui um Campo de Instrução a cerca de 86 km da cidade de Teresina, onde são realizadas parte do adestramento da tropa. Atua na formação de corpo de tropa para pronto-emprego na defesa interna e externa, além da realização de atividades subsidiárias e de Garantia de Lei e Ordem.